# Sirah Baldé
Sirah Baldé de Labé (Labé, 1929-Conakri, 2018) fue una novelista y profesora guineana, la primera de su país en publicar una novela.

## Trayectoria
Baldé nació en Labé en 1929. Estudió magisterio en Rufisque, Senegal siendo la primera profesora de francés en el Imanato de Futa Yallon, durante la ocupación francesa.
Baldé es conocida sobre todo por su novela de 1985 D'un Fouta-Djalloo à l'autre (De un Futa Jalon a otro), publicada por La Pensée Universelle. La obra era una saga familiar en cuatro volúmenes ambientada en el siglo XVIII.  Los temas que toca son la guerra tribal, el caciquismo, la poligamia y el amor entre adolescentes.  La novela cuenta la historia de amor entre Djaké y Yélota. Tiene lugar en la región montañosa de Fouta-Djalon antes de que esta región fuera colonizada por Francia. En la obra, documenta la vida y costumbres del pueblo fulani en esta región.
Al igual que otras novelas escritas por escritoras africanas francófonas (como Awa Thiam y Henriette Diabaté) del mismo período, está escrita en primera persona al estilo de una autobiografía. La obra de Baldé como pionera de la educación francesa ha sido calificada de gran importancia.
En 1986, Baldé apareció en el programa de televisión guineano Papier plume Parole para hablar sobre su obra.  Murió en 2018 en Conakri y fue enterrada en Labé.